# Lythrypnus solanensis
Lythrypnus solanensis es una especie de peces de la familia de los Gobiidae en el orden de los Perciformes.

## Distribución geográfica
Se encuentra en Colombia.

## Observaciones
Es inofensivo para los humanos.